# Undskyldning
En undskyldning er et udsagn eller handling, der beklager noget, der er sagt eller gjort (eller undladt), af høflighed, og evt. For at opnå tilgivelse.
En undskyldning kan også indeholde en forklaring på det skete (eller på undladelsen).